# Equipo de Copa Davis de Barbados
El equipo barbadense de Copa Davis es el representativo de Barbados en la máxima competición internacional a nivel de naciones del tenis masculino. Comenzó a participar en el año 1990. Su mejor actuación fue en la Copa Davis 1990 cuando llegó a las semifinales de la Zona Americana grupo II.

## Plantel
| Jugador          | Debut | Individuales | Dobles  |
| ---------------- | ----- | ------------ | ------- |
| Haydn Lewis      | 2002  | 24 - 7       | 14 - 9  |
| Russell Moseley  | 2004  | 9 - 4        | 10 - 12 |
| Anthony Marshall | 2008  | 6 - 5        | 0 - 2   |
| Seanon Williams  | 2009  | 0 - 4        | 2 - 4   |
| Darian King      | 2009  | 9 - 5        | 5 - 3   |